# Glastonbury Abbey

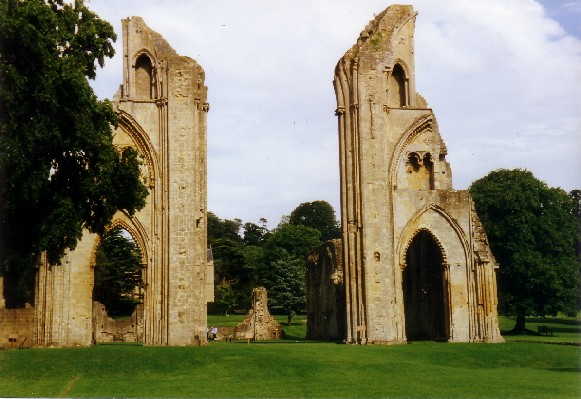
Blick aus dem Bereich der ehemaligen Vierung nach Osten in den Chor

Glastonbury Abbey ist eine ehemalige Abtei der Benediktiner bei Glastonbury in der Grafschaft Somerset, England südlich von Wells.

## Geschichte

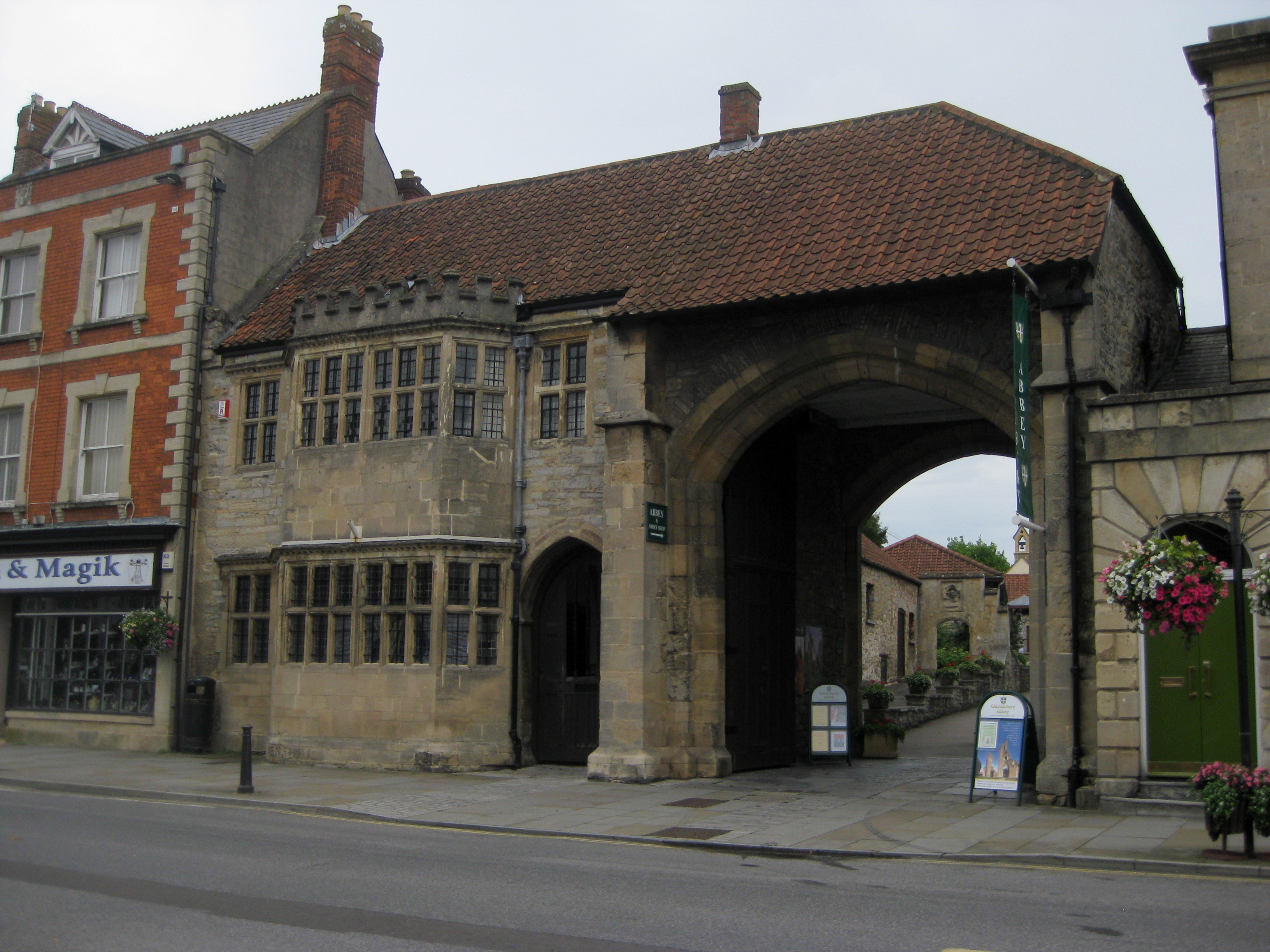
Eingangstor zur Glastonbury Abbey an der Magdalene Street

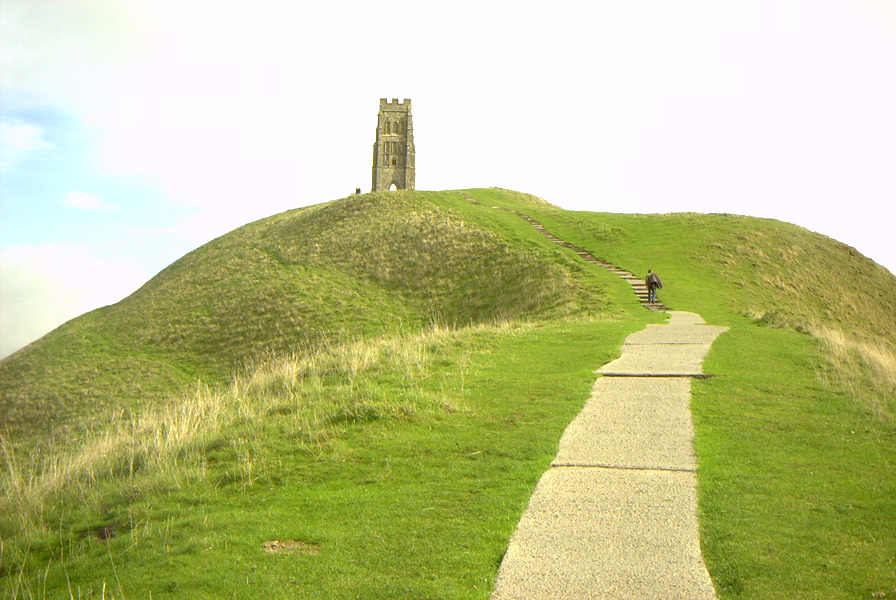
Turm von St. Michaels, auf dem Glastonbury Tor gelegen, war 1539 die Hinrichtungsstätte des letzten Abts.

### Klosterzeit
Über die Gründung des Klosters gibt es keine gesicherten Erkenntnisse. Entsprechend einer mittelalterlichen Überlieferung soll die Gründung durch Jünger Jesu erfolgt sein, eine zugehörige christliche Siedlung  im 2. Jahrhundert bestanden haben, die Heiligen Patrick und David das Kloster besucht haben und die 1191 entdeckten Gräber die von Artus und Guinevere sein. Erst in einer späteren Tradition wurde der Name von Josef von Arimathäa eingeführt.
Knowles hält das 6. Jahrhundert für den wahrscheinlichen Gründungszeitraum. Um 705 wurde das Kloster von König Ine von Wessex erneut gegründet. Beginnend mit Abt Dunstan, der 940 die Regel Benedikts in das Kloster einführte und bis zu seiner Verbannung im Jahr 957 in Glastonbury verblieb, erreichte die Abtei eine erste Blütezeit. So ist aus dem Jahr 1172 die recht hohe Zahl von 72 Mönchen überliefert. Durch einen Großbrand wurde 1184 fast die gesamte Klosteranlage zerstört. Die Zahl der Mönche nahm nach der Katastrophe ab. 1199 wird nur von 49 Mönchen berichtet, 45 sind für das Jahr 1377 überliefert. 1203 wurde Glastonbury nach einem Rechtsstreit mit Savaric FitzGeldewin, dem Bischof von Bath, nach einem Schiedsspruch von Papst Innozenz III. der Diözese Bath angegliedert.
Die Abtei fiel der Auflösung der englischen Klöster unter Heinrich VIII. zum Opfer. Der Abt Richard Whyting und 51 seiner Mönche akzeptierten 1534 die Suprematsakte. Im September 1539 wurde die Abtei im Auftrag von Thomas Cromwell durchsucht. Dabei fand sich neben liturgischem Gerät, das schon 1534 hätte abgeliefert werden sollen, ein Manuskript, in dem die Scheidung des Königs von Katharina von Aragon kritisiert wurde. Abt Whyting und zwei Mönche wurden gefoltert und, nachdem sie weder Namen noch das Versteck weiterer Schätze preisgaben, am 15. November 1539 als Hochverräter auf dem Glastonbury Tor hingerichtet.
Tochterhäuser von Glastonbury:
- Ardaneer
- Kilcommon

### Nach der Auflösung
Das Land ging in den Besitz von Edward Seymour, 1. Duke of Somerset über, der dort aus den Niederlanden geflohene protestantische Weber ansiedelte, die, nachdem das Land nach Seymours Hinrichtung wieder an die Krone gefallen war, von Königin Mary vertrieben wurden; 1554 in Frankfurt am Main aufgenommen, bildeten sie die heutige Evangelische Französisch-reformierte Gemeinde. Unter Elisabeth I. wurde 1559 Peter Carew neuer Besitzer. Seitdem verblieb die Abtei im Privatbesitz. Die Gebäude der verlassenen Abtei dienten als Steinbruch, bis der Ancient Monuments Protection Act 1882 der Zerstörung ein Ende setzte. Nur das aus dem 14. Jahrhundert stammende achteckige ehemalige Küchenhaus blieb vollständig erhalten, weil es zeitweise Quäkern als Versammlungshaus diente. Es ist eine der am besten erhaltenen mittelalterlichen Küchen in Europa.
Im Jahr 1908 gingen die Ruinen der Glastonbury Abbey in den Besitz des Bath and Wells Diocesan Trusts über, der Ausgrabungen unter dem Archäologen Frederick Bligh Bond durchführen ließ. Im Mai 1922 wurde er entlassen, nachdem er ein Buch herausgegeben hatte, in dem er schrieb, dass er seine historischen Erkenntnisse über die Glastonbury Abbey auf paranormalem Wege von den Geistern der verstorbenen Mönche der Abtei erlangt habe.

## Legenden

### Josef von Arimathäa

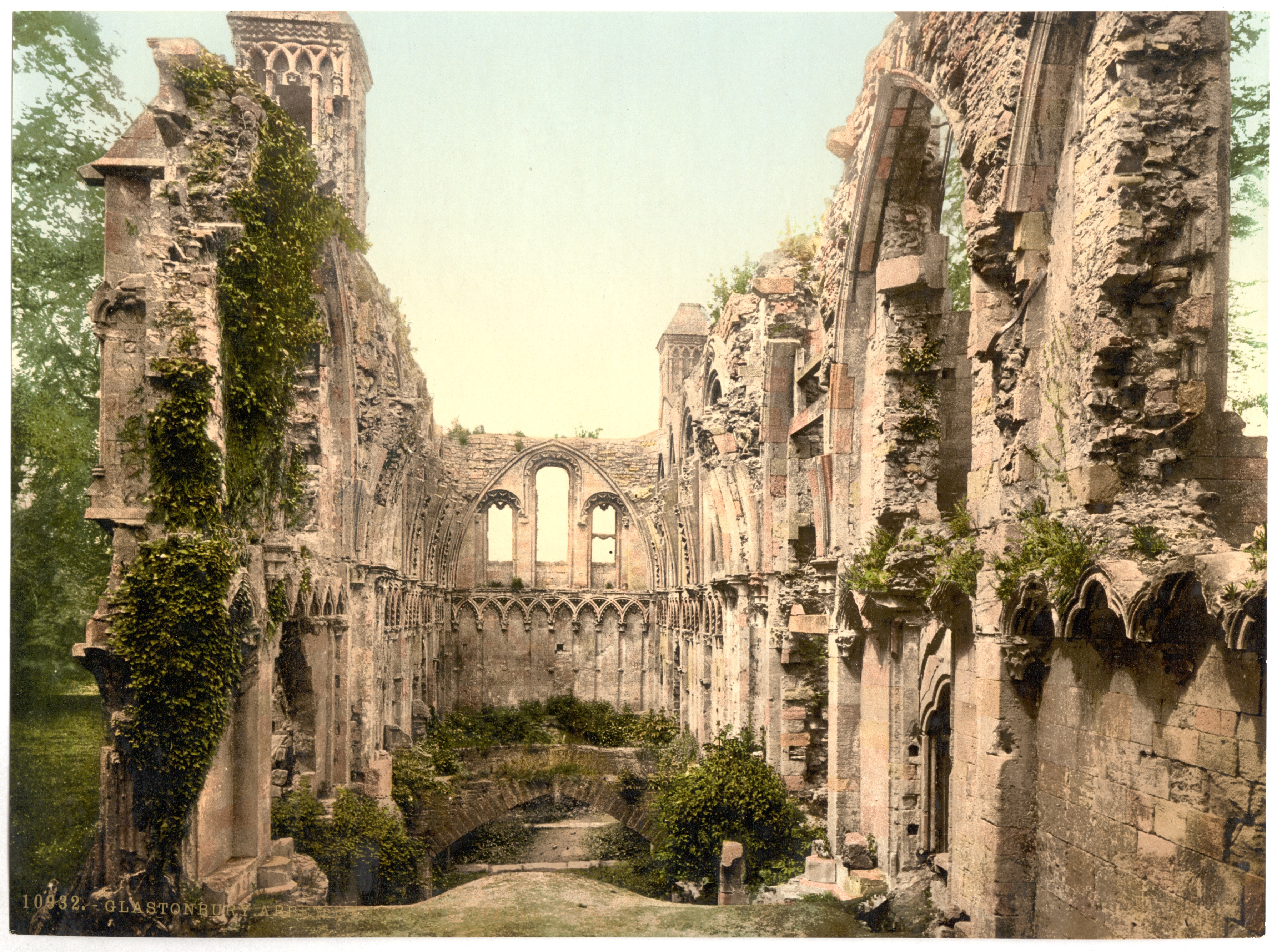
Liebfrauenkapelle um 1900

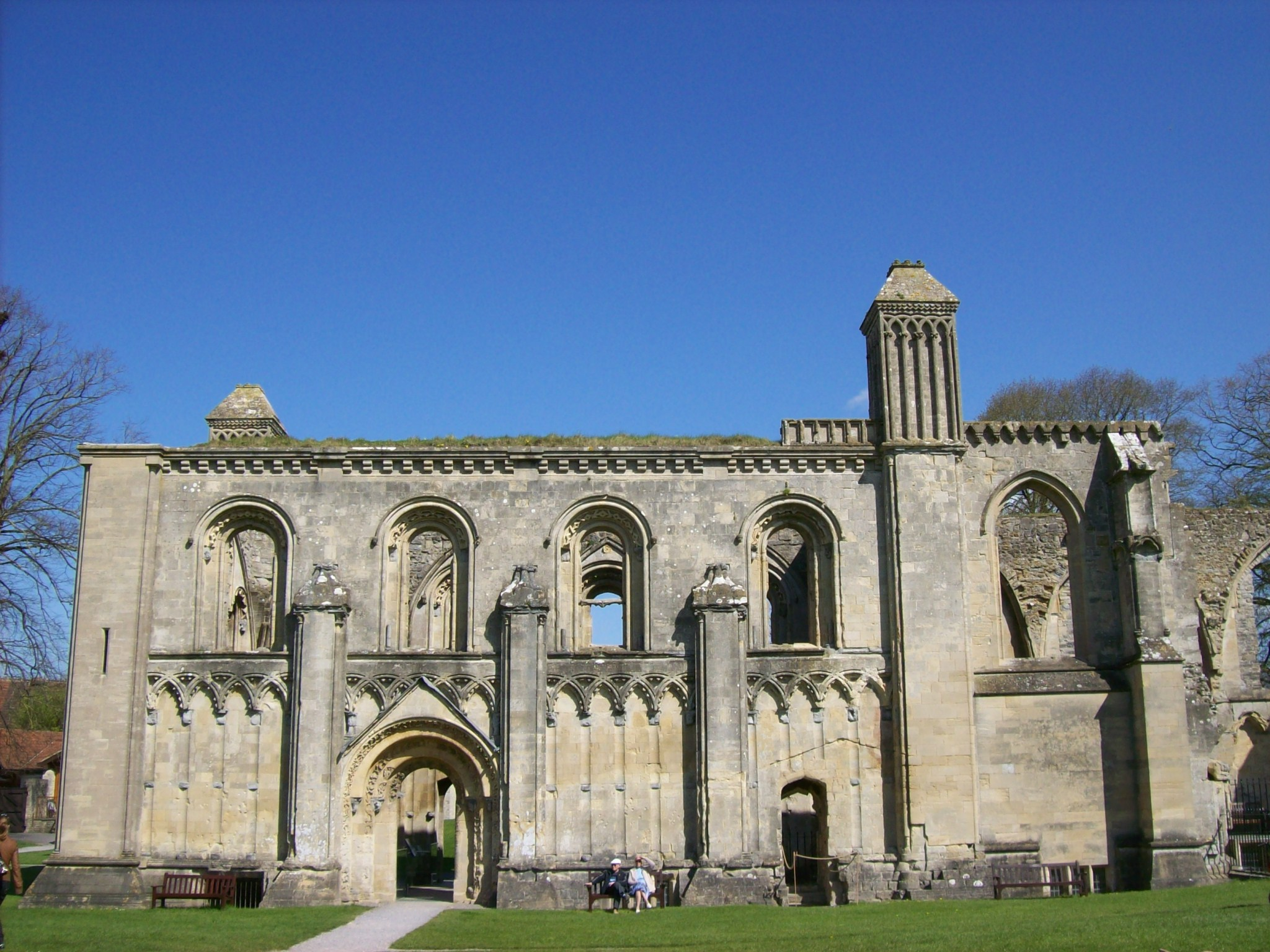
Liebfrauenkapelle 2010

Der Legende nach hat Jesus als Kind mit Josef von Arimathäa Glastonbury besucht. William Blake inspirierte diese Legende zu dem Gedicht And did those feet in ancient time, aus dem später die antimoderne, patriotische englische Hymne Jerusalem wurde. Josef von Arimathäa soll Glastonbury dann etwa 30 Jahre nach dem Tod Jesu per Schiff während einer Überflutung der Somerset Levels erreicht haben. Als er an Land ging, habe er einen Stab in den Boden gerammt, der zum Heiligen Dornbusch von Glastonbury austrieb. Dieser Weißdorn blüht zweimal im Jahr, einmal im Frühjahr, das zweite Mal zur Weihnachtszeit. Jedes Jahr wird von einem Priester der örtlichen Kirche von England ein Zweig des Buschs abgeschnitten und zur Königin gesandt, um ihren Weihnachtstisch zu schmücken.
Der Dornbusch war im Mittelalter das Ziel vieler Pilger, er wurde jedoch während des Englischen Bürgerkriegs (1642–1649) abgehackt. Nach der Legende erblindete der betreffende Soldat durch einen herumfliegenden Splitter. Ein Ersatzbusch wurde im 20. Jahrhundert auf dem Wearyall Hill gepflanzt, aber viele andere Exemplare dieser Art wachsen überall in Glastonbury, die Abtei von Glastonbury eingeschlossen.
Die erste britische Kirche soll auf Geheiß Josefs von Arimathäa in Glastonbury gebaut worden sein, um den Gral zu beherbergen.

### Artus
1191 behaupteten Mönche der Abtei von Glastonbury, die Grabstätte von Artus und Guinevere entdeckt zu haben. In rund 2 Meter Tiefe seien sie auf eine steinerne Grabplatte und ein bleiernes Kreuz gestoßen. Das blonde Haar Ginevras sei, so die Überlieferung, bei der Berührung durch einen gierigen Mönch zerfallen. Die verbliebenen Überreste wurden 1278 in eine neue Gruft umgebettet. Diese wurde während der Reformation zerstört, die Gebeine gingen verloren. Der Antiquar John Leland beschreibt das Kreuz, welches mit den Überresten gefunden worden war. Es trug die Inschrift:

“Hic iacet sepultus inclitus rex Arturius in insula Avalonia”

„Hier liegt der berühmte König Artus auf der Insel Avalon begraben.“

Etwa 2,70 Meter unterhalb der Platte sei ein Sarg gefunden worden, gefertigt aus einem hohlen Baumstamm, mit den Knochen eines großen Mannes, dessen Schädel Verletzungen aufwies. Daneben habe ein kleineres Skelett gelegen, das man anhand der blonden Haare als das von Guinevere identifiziert zu haben glaubte. 1962 bestätigte der britische Archäologe Ralegh Radford den Fund dieses Grabes, konnte jedoch nicht beweisen, um wessen Ruhestätte es sich dabei handelt.